# 浦口雅広
浦口 雅広（うらぐち まさひろ、1973年5月21日 - ）は、兵庫県姫路市出身の元社会人野球選手（内野手）。右投右打。

## 来歴・人物
東洋大附姫路高校3年時1991年にオリックス・ブレーブスと阪神タイガースからドラフト指名意向を伝えられ、特にオリックス監督の上田利治が直接高校を訪れるなどして注目を浴びたが、大学進学を表明して関西大学にスポーツ推薦枠で進学した。同期には岡本晃がいる。
関西大学では1年春のシーズンから遊撃手のレギュラーとして試合出場し、4年の秋のシーズン終了まで全試合フルイニング出場を記録した。関西学生野球リーグ通算95試合出場、340打数99安打、打率.291、4本塁打、42打点。全8シーズンで3度のベストナインを獲得している。4年秋のリーグ最後となる関学3回戦を通算97安打で迎えると第2打席で安打を放ち、第3打席は四球、第4打席は9回表二死一塁の1点リードされた場面で逆転本塁打を放って通算100安打まで1つ足りないながらも勝利に貢献した。また1995年には第24回日米大学野球選手権大会のオールジャパンのメンバーに選ばれ、アメリカ遠征に参加している。
1996年に大阪ガスに入社し、2年目までは主にセカンド、3年目からは遊撃手を守った。都市対抗野球には7年連続出場したものの、2002年秋に退部した。
その後は社業に就いていたが、2004年に社内の休職制度を利用し、イタリア・セリエA2の レッジョ・エミリアへ入団した。同年8月には、アテネオリンピック野球日本代表のパルマでの直前合宿にイタリア語通訳としてメンバー入りした。同地では2年間プレー。2005年限りでチームを退団し現役を引退した。
帰国後は再び社業に就いている。

## 人物
2004年オフに元阪神タイガースの寺田祐也と元中日ドラゴンズの湊川誠隆より相談を受け、セリエAの2チームに紹介、後に2名とも入団が決まる。
2012年にイタリア野球セリエA時代の友人で、家族ぐるみで交流のあったアレッサンドロ・マエストリを、コネクションのあったオリックス・バファローズへ売り込み、後に入団させた。